# 앙수말린 신팟라삭메타
앙수말린 신팟라삭메타(태국어: อังศุมาลิน สิรภัทรศักดิ์เมธา, 영어: Ungsumalynn Sirapatsakmetha, 1991년 7월 13일 ~ )는 태국의 배우, 모델이다.

## 출연 작품
- 호르몬과 싸우기 (2008)